# Giovanni Lorenzo Gregori
Giovanni Lorenzo Gregori (né en 1663 à Lucques et mort dans la même ville en janvier 1745) est un violoniste et un compositeur italien de la période baroque.

## Biographie
De 1688 à 1742, Giovanni Lorenzo Gregori fut violoniste et maître de chapelle à la Cappella Palatina de Lucques.
Il a laissé sous le titre Concerti grossi op.2 per due violini concertati con i ripieni se piace, alto viola, arcileuto o violoncello, con il basso per l'organo (Lucques, 1698) un ensemble d'œuvres qui ont été des pionnières du genre. Il a donné en 1695 l'opéra Il Giustino.

## Source de traduction
- (de) Cet article est partiellement ou en totalité issu de l’article de Wikipédia en allemand intitulé « Giovanni Lorenzo Gregori » (voir la liste des auteurs).